# Crocifisso

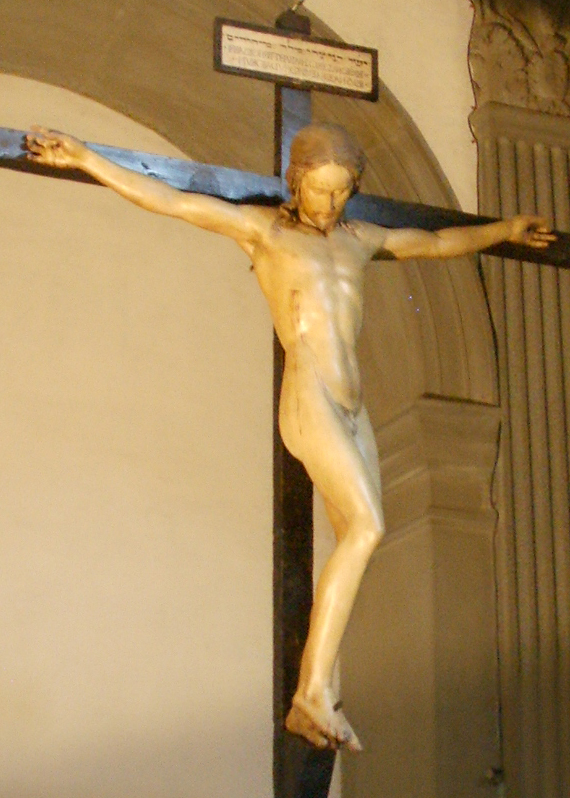
Il Crocifisso di Santo Spirito di Michelangelo

Il crocifisso, o crocefisso (ant. crucifisso), è la rappresentazione della figura di Gesù Cristo messo in croce ed è uno dei simboli più diffusi del Cristianesimo, in particolare cattolico, anglicano e ortodosso orientale. Ha significato soteriologico e rappresenta per i cristiani il paradigma ermeneutico (cioè la chiave di lettura) della Bibbia.
(Elisabetta della Trinità)

## Storia
Nato come metodo di condanna a morte nella Persia del VII secolo A.C. e utilizzato fino al IV secolo D.C. anche dai turchi e dai romani (per poi essere sostituito dal supplizio della ruota nei secoli del medioevo), esso fu utilizzato per condannare a morte Gesù di Nazareth.
La rappresentazione della crocifissione di Gesù cominciò a diffondersi a partire soprattutto dal Duecento, con artisti tipo Alberto Sozio (cui è attribuito il secondo crocifisso in ordine temporale ad oggi di autore noto, del 1187), Cimabue e altri.

## Caratteristiche

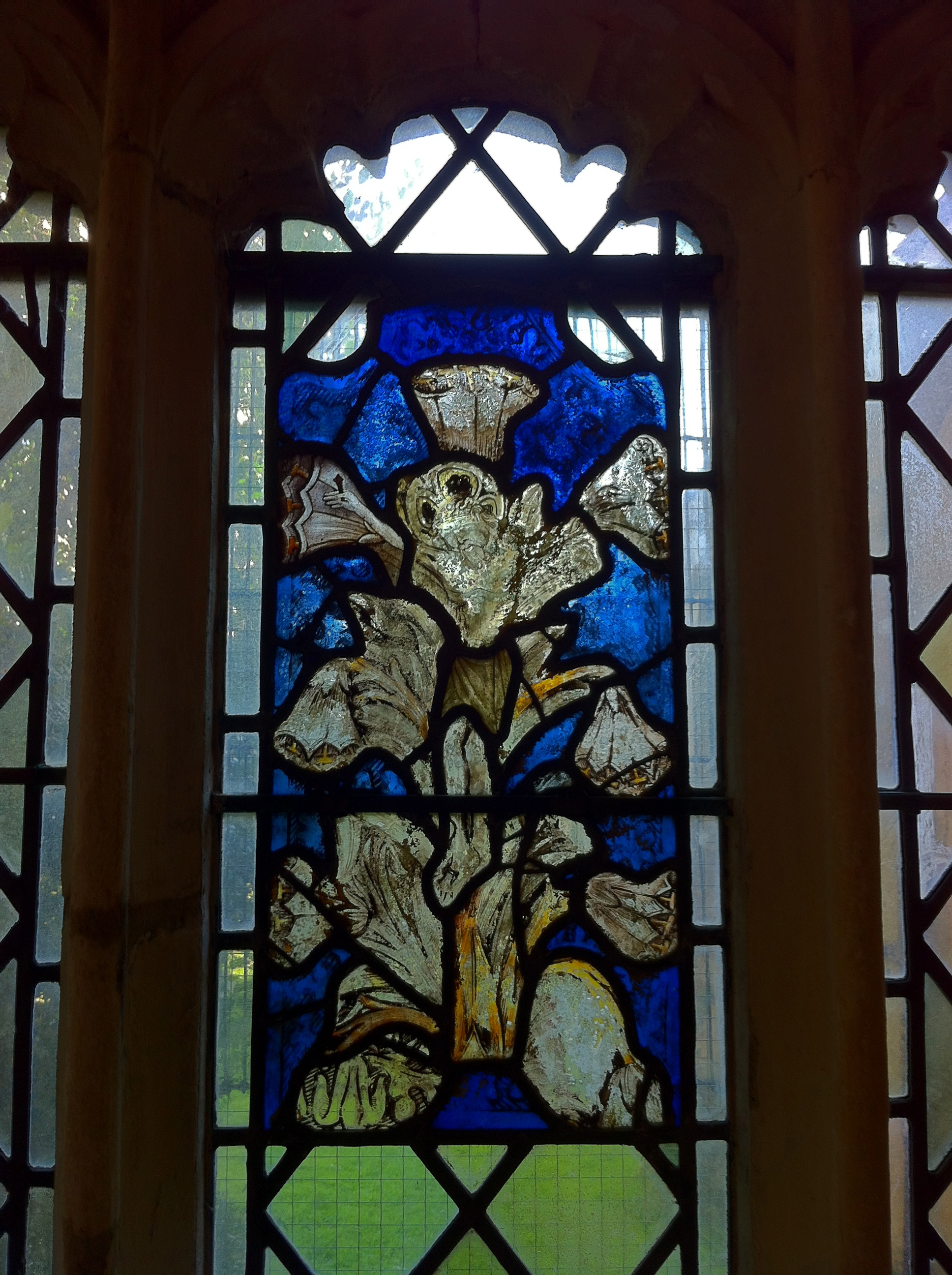
Lily Crucifix nella Chiesa della Santissima Trinità, Long Melford.

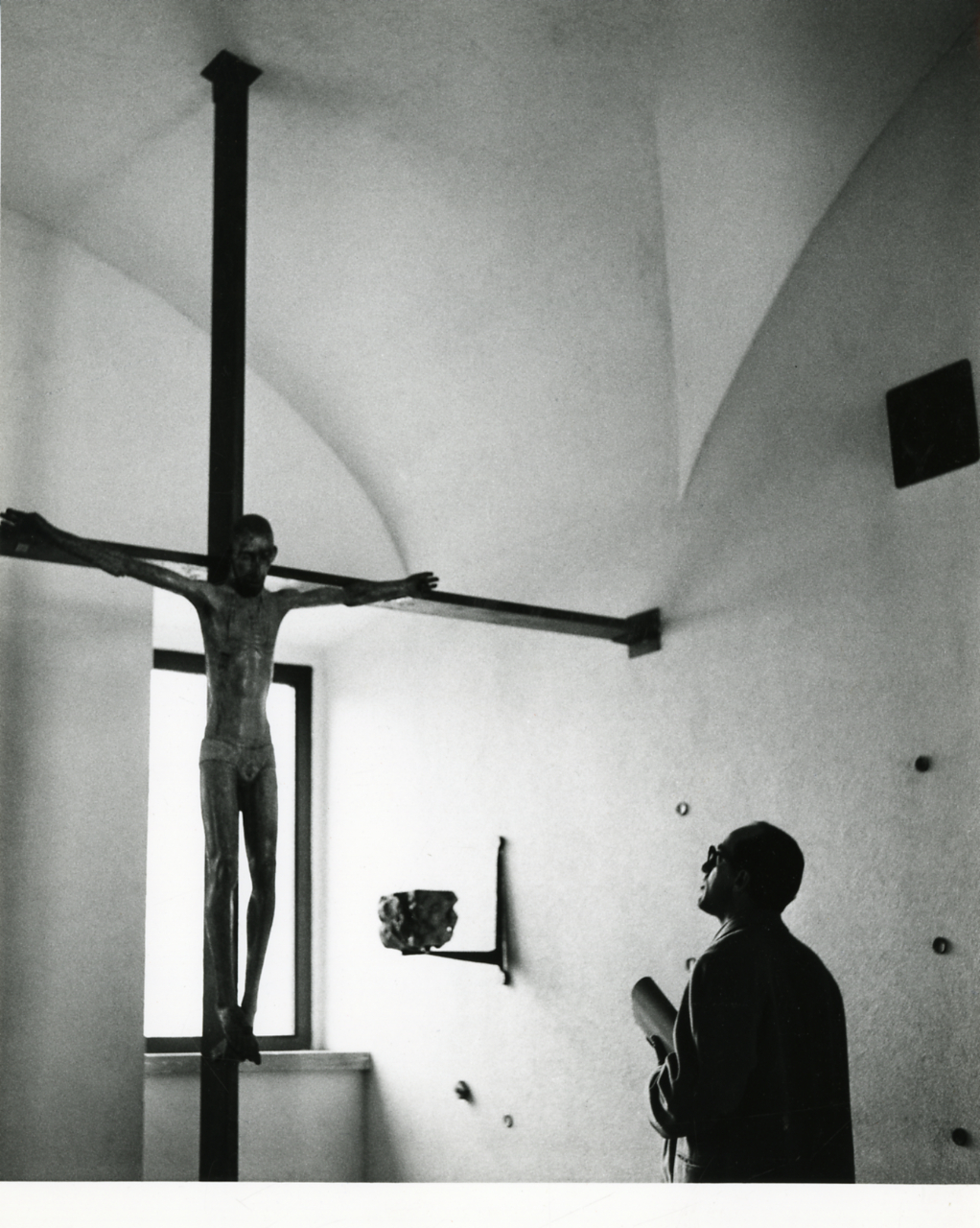
Foto di Paolo Monti, 1956

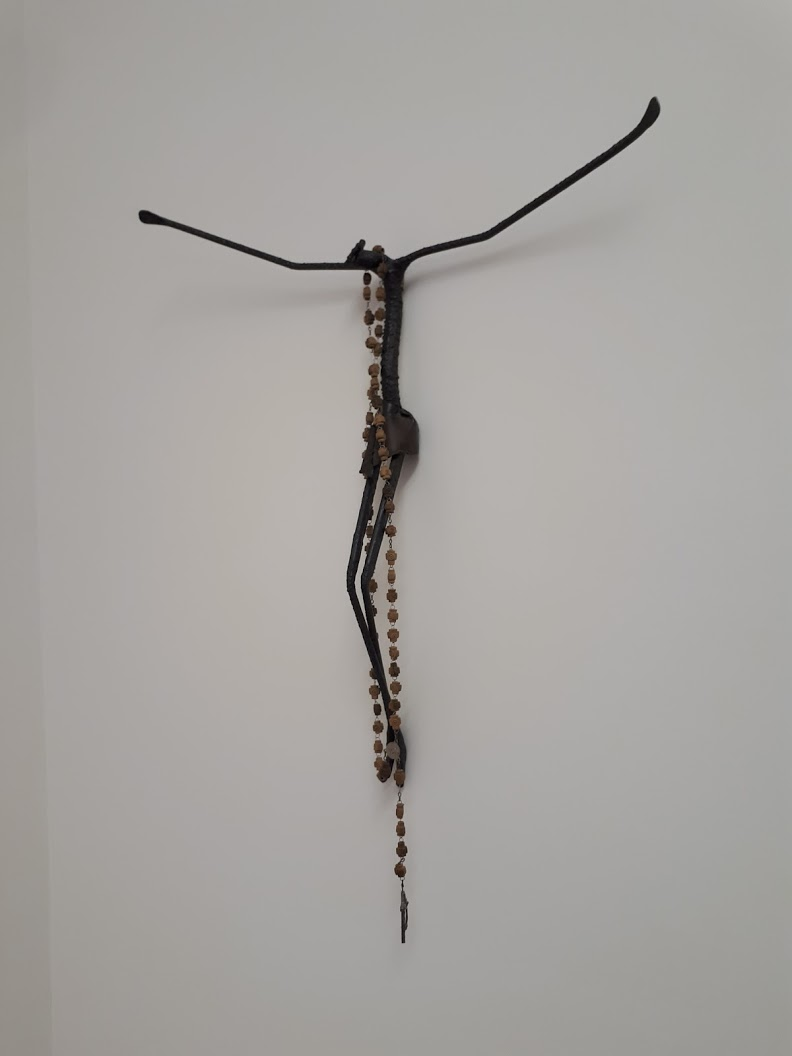
Crocifisso stilizzato nella camera da letto di padre Pino Puglisi

La composizione classica di un crocefisso cattolico e anglicano consiste in una croce latina alla quale è applicato un corpo umano, di sesso maschile, seminudo e senza vita, rappresentante Gesù Cristo, con il capo reclinato sulla spalla, cinto da una corona di spine e con le mani inchiodate ai bracci della croce, i piedi inchiodati al fusto, e il costato trafitto. Sopra il capo, posto sull'asse verticale della croce, vi è la scritta I.N.R.I. (cioè il Titulus crucis). Le dita della mano destra indicano il numero due, simboleggiando che l'uomo è la seconda persona della SS. Trinità. 
I crocefissi vengono generalmente realizzati in legno, metallo e altri materiali anche preziosi, nelle più svariate tecniche artistiche (pittura, bassorilievo, cesellatura, ecc.) e rivestono un consistente capitolo nella storia dell'arte, con esemplari realizzati da innumerevoli artisti, da Giotto a Michelangelo, da Cimabue a Donatello e moltissimi altri. Le dimensioni sono molto variabili, andando dai pochi millimetri a decine di metri, a seconda se l'oggetto sia destinato alle funzioni di monile devozionale, gioiello, arredo sacro o monumento.

### Varianti
Nelle chiese anglicane dell'Inghilterra la crocifissione è raffigurata non mediante una croce di legno, ma un lilium a cui è legato Gesù (lì chiamata Lily crucifix).

## Patronati e feste dedicate al SS. Crocifisso
Gesù Crocifisso è invocato come patrono di molti paesi e città. Le feste a Lui dedicate si svolgono, solitamente, intorno al 3 maggio, che nell'antica liturgia era il giorno dell'invenzione della croce, o al 14 settembre, giorno dell'esaltazione della Croce, o ancora in occasione del venerdì santo, giorno in cui Cristo fu crocifisso.
Il Santissimo Crocifisso è patrono di:
- Acquaviva Platani
- Anghiari
- Belmonte Mezzagno
- Cassano allo Ionio
- Favignana
- Ficarazzi
- Forza d'Agrò
- Grotteria
- Lascari
- Montaione
- Monteiasi
- Resuttano
- Roccapalumba
- Sciara
- Siculiana
- Trabia
- Palo del Colle

## Esposizione del crocifisso in spazi pubblici
In alcuni paesi di religione cristiana è radicata l'usanza di esporre il crocefisso in alcuni spazi o uffici pubblici, come, ad esempio, le scuole. Quest'ultimo, ad esempio, è il caso dell'Italia, in cui ne è prevista l'esposizione nelle aule scolastiche. Tale usanza ha suscitato negli ultimi anni numerose polemiche: nel 2001 la madre di due studenti di una scuola media di Abano Terme (PD) cominciò una battaglia legale contro l'esposizione del simbolo che durò dieci anni, fino a una sentenza della Corte Europea; nel 2003 Adel Smith chiese di rimuovere il crocefisso da una scuola elementare di Ofena (AQ); nel 2008 la stessa cosa accadde anche in una scuola superiore di Ivrea (TO): in questo caso fu però un'insegnante a rimuoverlo, e il consiglio d'istituto si mosse rapidamente per riammettere il simbolo nelle classi. La sentenza emessa dalla Corte Europea in relazione ai fatti accaduti ad Abano Terme, descrive il crocefisso non solo come un simbolo religioso, ma anche « [...] identitario [...], frutto e simbolo dell'evoluzione storica della comunità italiana e di un'antichissima e ininterrotta tradizione ancora oggi attuale e fondata sui principi e sui valori democratici e umanitari delle civiltà occidentali».